# Архитектура Гонконга

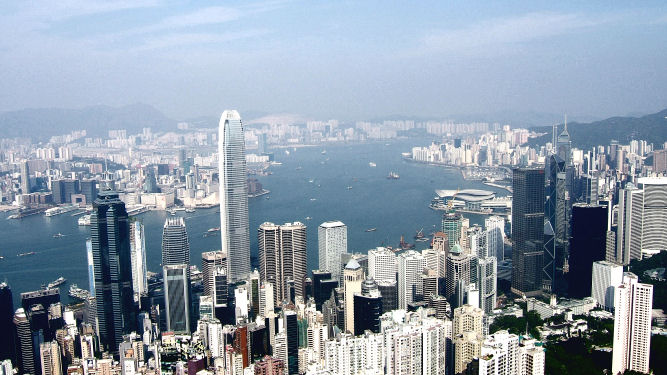
Вид на залив Виктория и его окружение

Архитектура Гонконга хорошо представлена современной архитектурой, в частности, это модернизм, постмодернизм, функционализм. Из-за отсутствия свободной земли, в городских районах Гонконга остаются некоторые исторические здания. Однако, Гонконг становится центром современной архитектуры, и места старых зданий занимают новые, большие здания. Здесь есть несколько зданий выше 100 метров, и множество небоскребов выше 150 метров, больше чем в любом другом городе. Гонконгскую линию города часто считают лучшей в мире, с его окружающими горами и гаванью Виктория, дополняющих небоскребы.

## Китайская архитектура

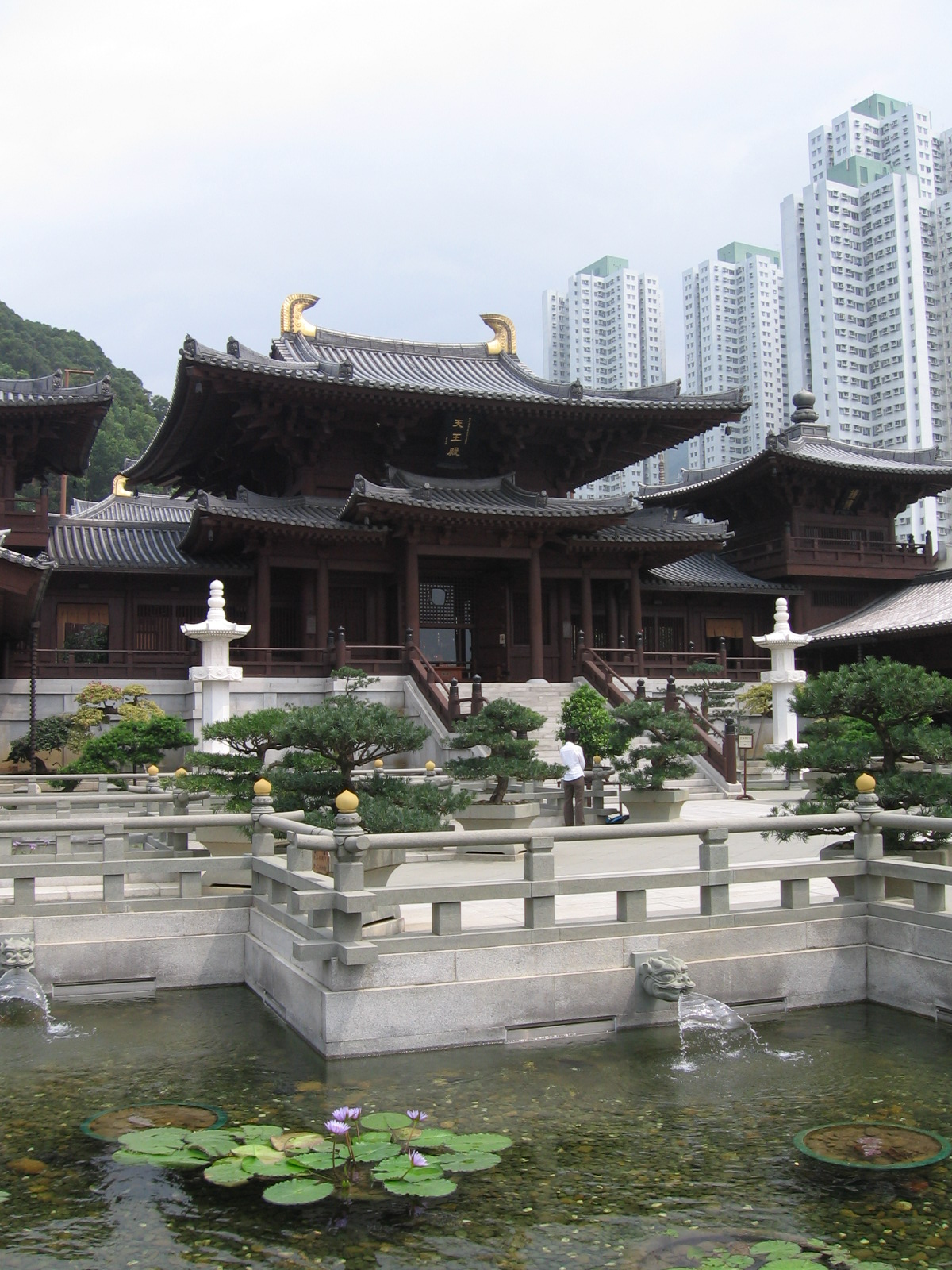
Монастырь Чилинь

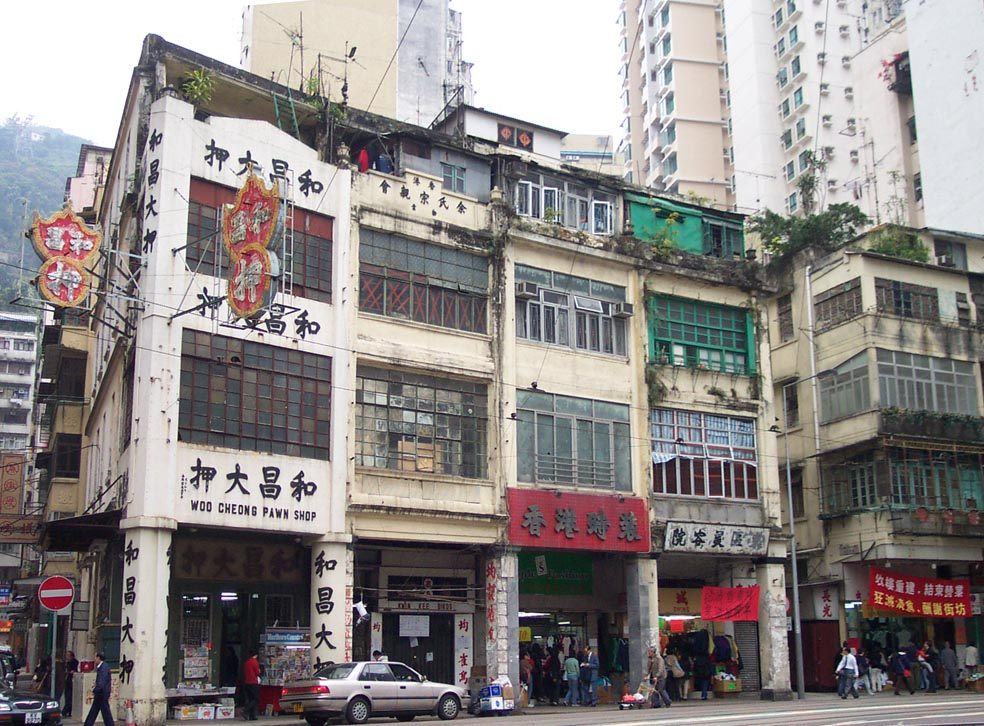
Многоквартирный дом, расположенный на Джонстон-роуд

До британского заселения Гонконга в 1841 году, архитектура в Гонконге преимущественно была китайской. Большинство населения — рыбаки посвящали многочисленные храмы Небесной императрице для избежания в море тайфунов и нападения пиратов. Также фермеры возводили укрепления у своих деревень, чтобы защищаться от бандитов.
После того, как англичане разместились в порте залива Виктория, местное население значительно увеличилось, и, как следствие, стали появляться Тон Лау, компактные трех-четырехэтажные многоквартирные китайские дома. Строились эти дома очень плотно в городских кварталах, и сочетали китайские и европейские архитектурные элементы. На первых этажах размещались, как правило, магазины и апартаменты. У этих зданий были лестницы, лифта не было, и иногда не было туалета. Эти Тон Лау оставались оплотом Гонконгской архитектуры по крайней мере до Второй мировой войны. Ряд этих зданий сохранились и по сей день, хотя встречаются они часто в заброшенном состоянии.

## Европейская и американская архитектура

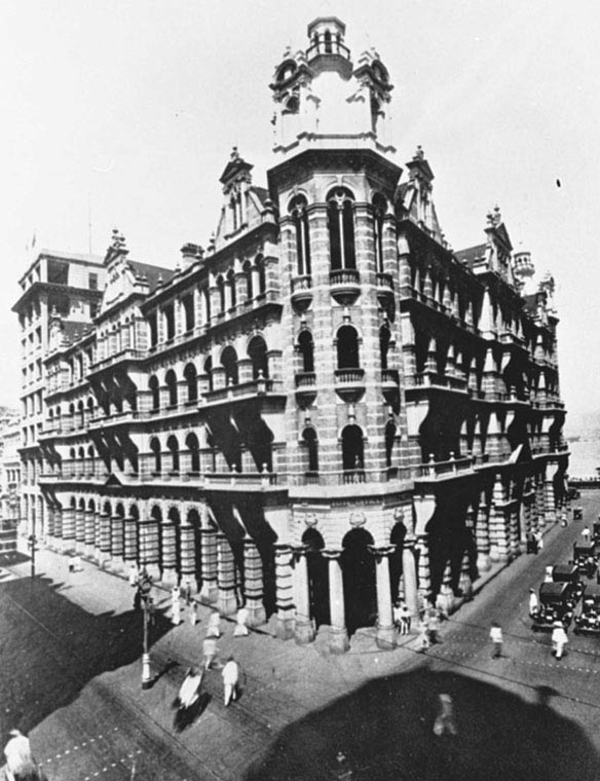
Гонконгский почтамт, 1946 год

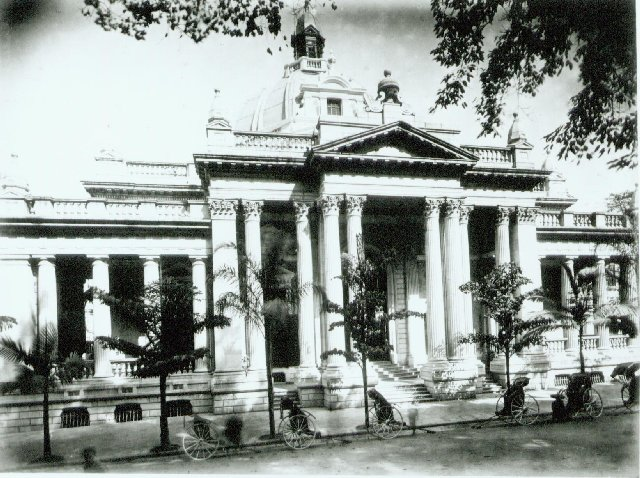
Здание HongkongBank, 1890 год

Между тем, англичане вводили Викторианский и Эдвардианский стили архитектуры начиная с середины XIX-го века. Заметными из сохранившихся примеров, в частности, являются здание Законодательного собрания, Центральное полицейское управление и дом Мюррея.
Первое здание в Гонконге, классифицированное как высотное, было построено в период с июня 1904 года по декабрь 1905 года. Оно состояло из 5 основных зданий, укладывавшихся от 5 до 6 этажей. Большинство высотных зданий было построено для бизнес-целей. Так, первый настоящий небоскреб в Гонконге был построен для HongkongBank в 1935 году, который также был первым зданием в Гонконге, имеющим кондиционер. Высота здания — 70 метров или 13 этажей, дизайн здания — Чикагская школа. Однако, в 1985 году было построено новое здание, туда же был перевезен механизм кондиционера.
В жилом секторе многоэтажных зданий не строилось до тех пор, пока в 1955 году не были сняты ограничения по высоте жилых зданий. Это изменение было обусловлено массовым притоком беженцев в Гонконг после коммунистической революции в Китае в 1949 году, и после крупного пожара в 1953 году. Общественные жилищные комплексы, первоначально семиэтажные здания с заведомо стесненными условиями, общественные туалеты, квартиры без кухни, были спешно построены для размещения бездомных. Между тем, частные квартиры, по-прежнему плотно упакованные в городских кварталах, как в старых Тон Лау, выросли до более 20 этажей с середины 1960-х годов. Массовая частная жилая застройка началась в 1965 году с комплекса Мэй Фу. Первым крупным частным строителем был, начиная с 1972 году, Swire Group.

## Современная архитектура

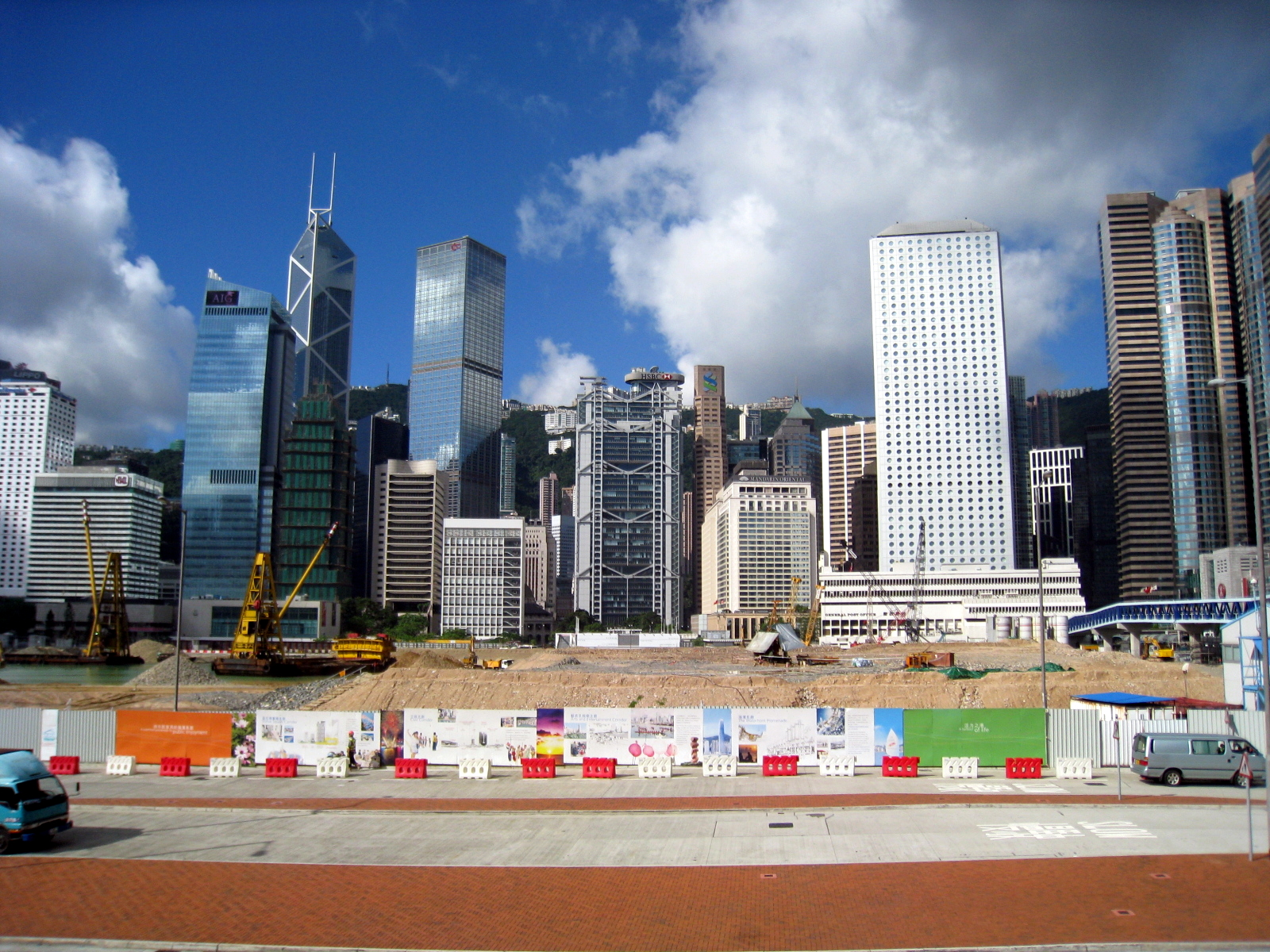
Центр Гонконга, 2008 год

До конца 1990-х годов, основной спрос на элитные здания имелся в центральных районах. Центральные здания составляют пейзаж вдоль побережья с видом на гавань Виктория, известную достопримечательность Гонконга. Но до тех пор, пока в 1998 году не закрыли аэропорт Кайтак, строгие ограничения по высоте сооружений распространялись на Коулун, чтобы самолеты могли безопасно садиться. Со снятием ограничений появилось много новых небоскребов в районе Коулун, в их числе и Международный коммерческий центр, который является самым высоким зданием в Гонконге с момента его постройки в 2010 году.
Многие коммерческие и жилые башни, построенные в последние два десятилетия, являются одними из самых высоких в мире, в их числе Хайклифф, The Arch и Харборсайд. Всё больше башен находятся в стадии строительства на востоке острова. В настоящее время, Гонконг обладает крупнейшей в мире линией города с 7 681 небоскребами, обогнав даже в Нью-Йорк, несмотря на то, что Нью-Йорк больше по площади. Большинство из небоскребов были построены в последние два десятилетия.
Самым известным зданием Гонконга, вероятно, является Башня Банка Китая, архитектора Бэй Юймина. Здание было подвергнуто критике сторонниками фэн-шуя, и архитектору пришлось вносить некоторые изменения в план постройки, так как в Китае фэн-шуй имеет огромное влияние на общество в целом.
Один из крупнейших строительных проектов в Гонконге, новый гонконгский Международный аэропорт на острове Чхеклапкок, был самым обширным единым инженерно-строительным проектом, когда-либо осуществлявшихся. Созданный Норманом Фостером огромный проект рекультивации земель и строительства трех новых крупных мостов: шестой по величине в мире подвесной мост Цинма, построенный в 1997 году, соединяющие острова Цинъи и Маван; самый длинный в мире вантовый мост для автомобильного и железнодорожного движения, Кап Шуй Мун, связавший Маван и Лантау; и первый в мире вантовый мост из 4 пролетов, Тин Кау, соединяющий Цинъи и материковую часть Новых территорий.

## Галерея

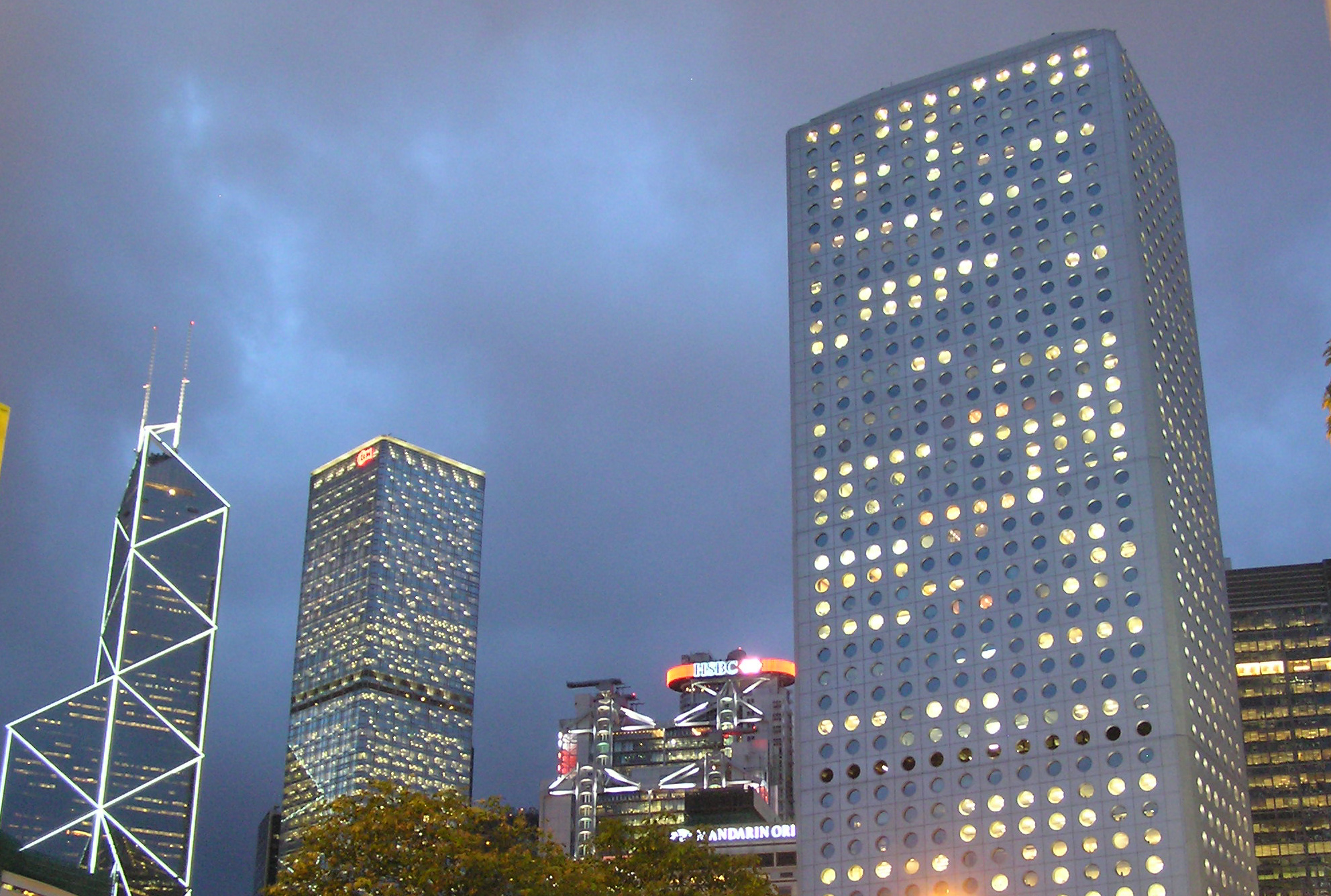
Высотные коммерческие здания в центре города - слева направо: Башня Банка Китая, Чхёнкхон-сентер, здание банка HSBC и Джардин-хаус
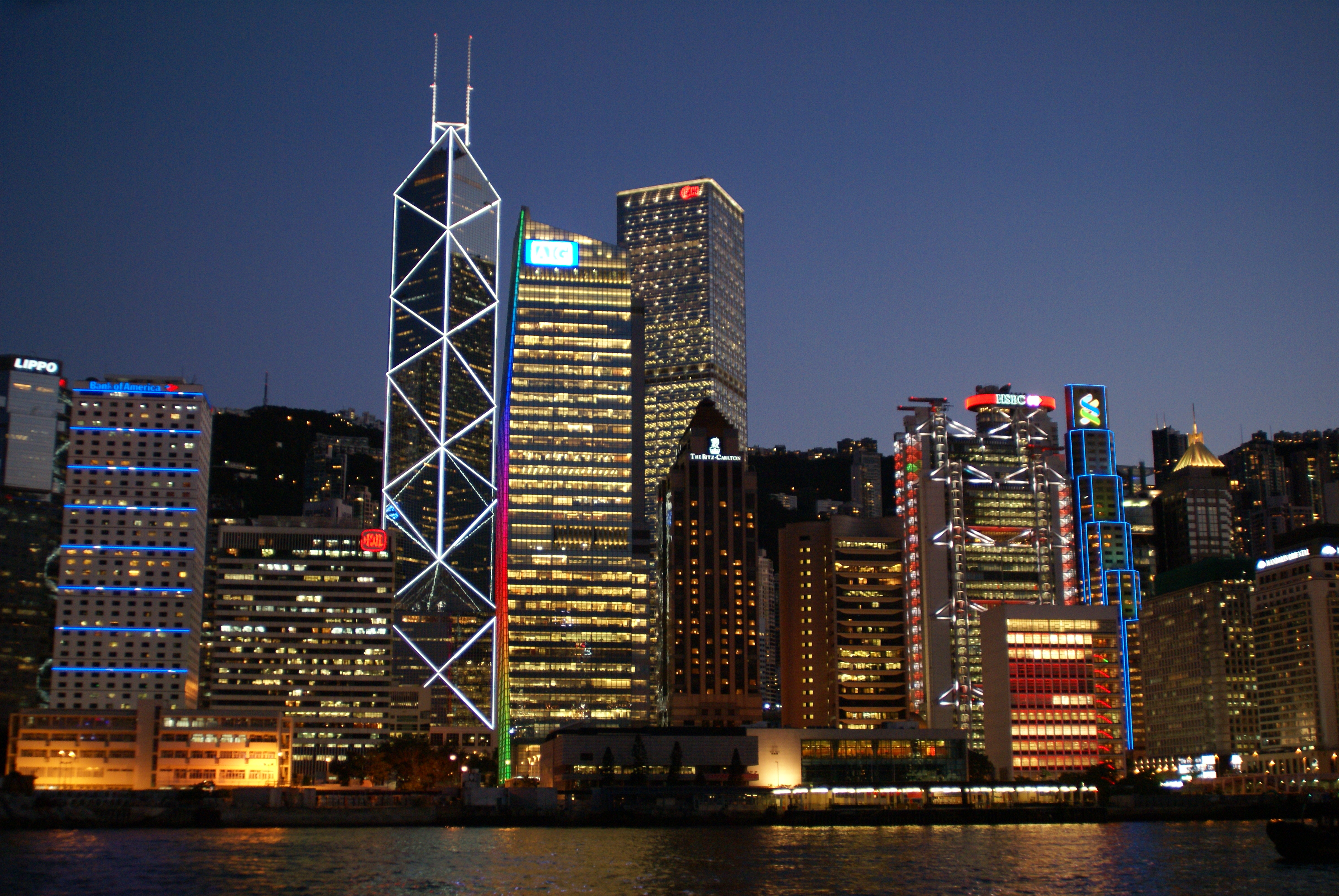
Ночной вид на финансовый район Гонконга
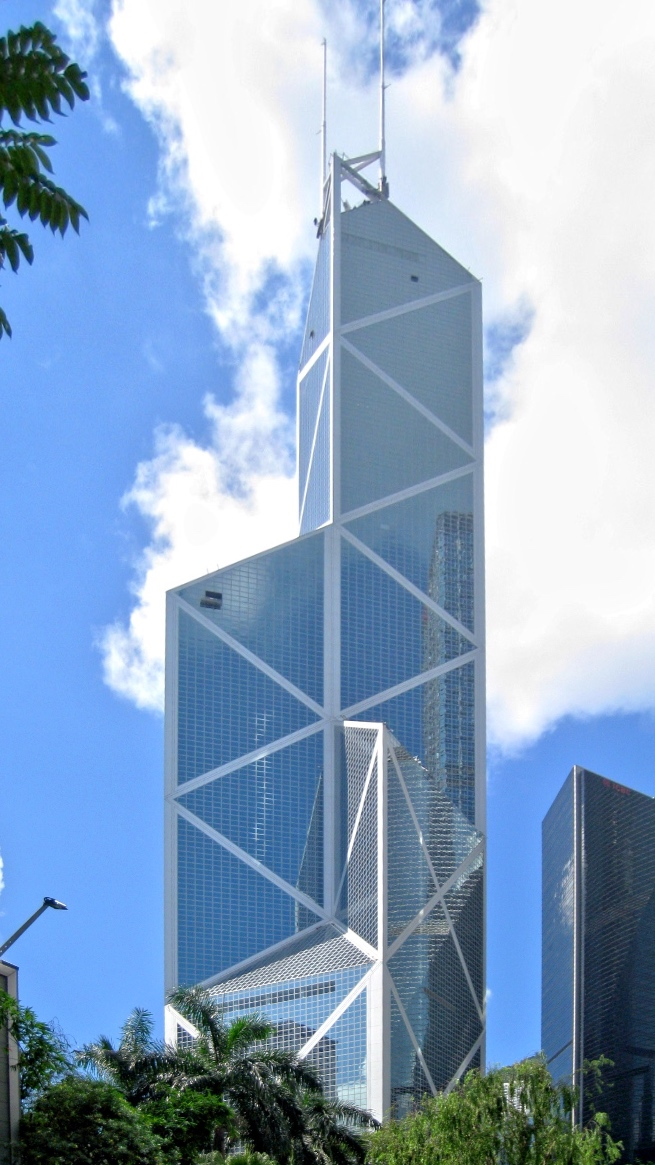
Башня Банка Китая
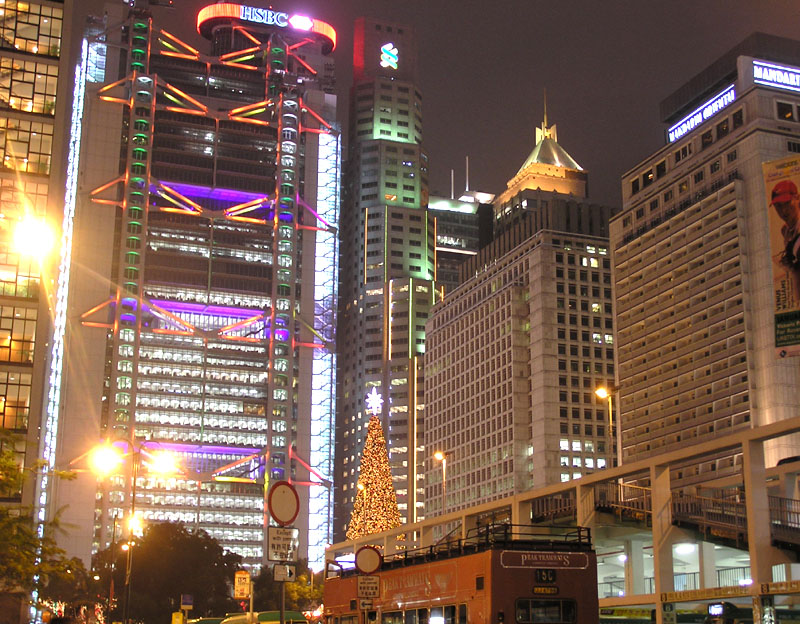
Ночное здание банка HSBC (слева) и его окружение
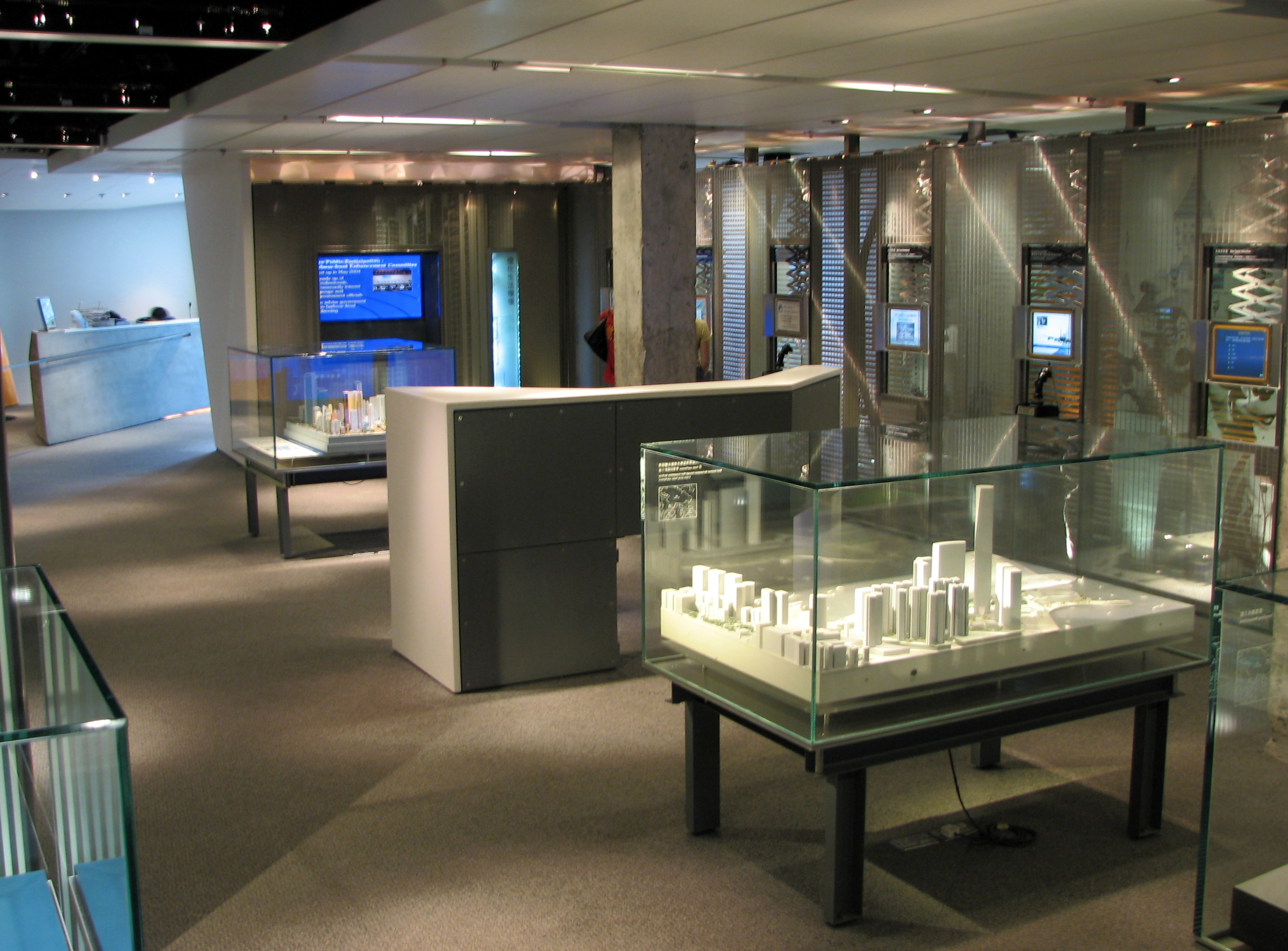
Архитектурная выставка в Гонконгской галерее планирования и инфраструктуры
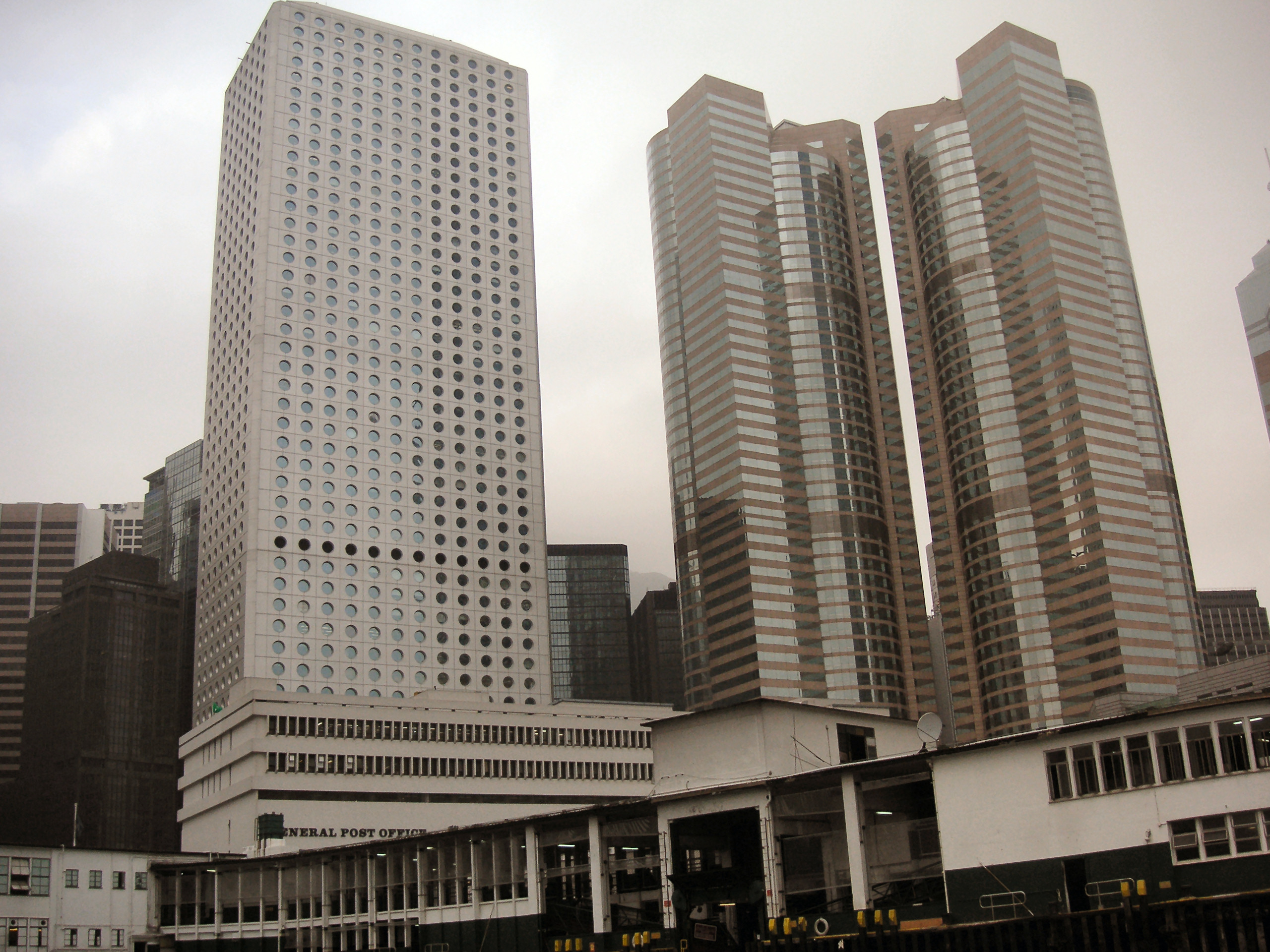
Джардин-хаус и биржа
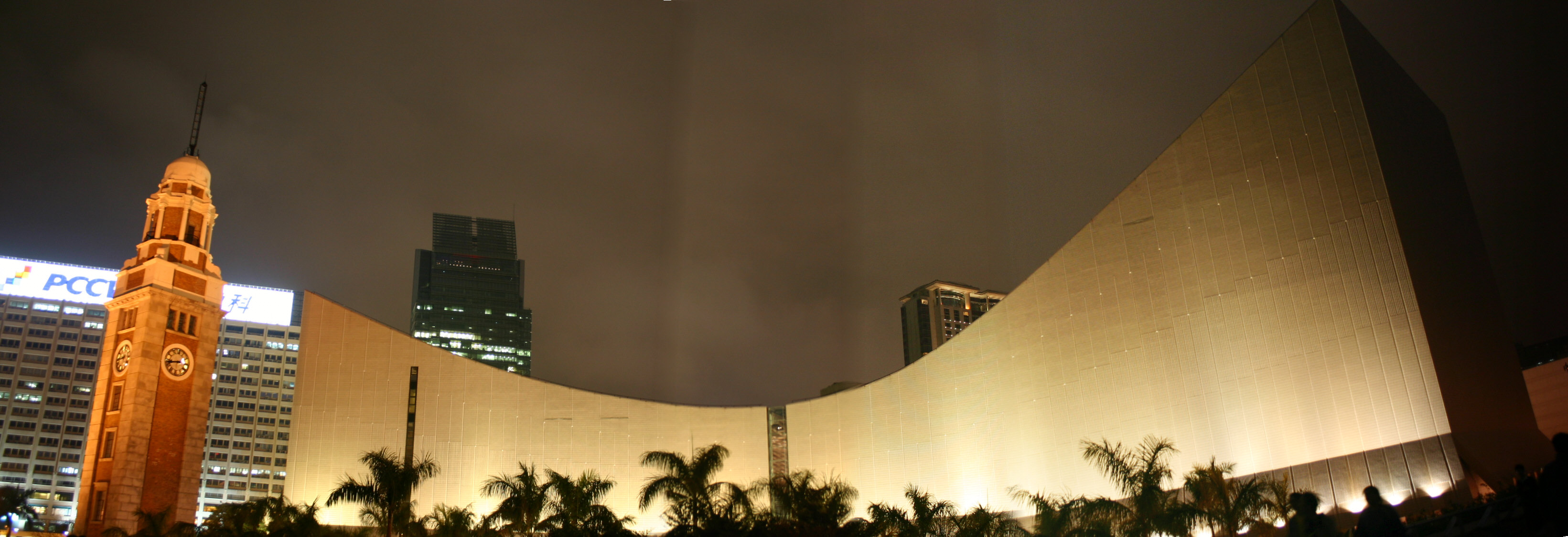